# Spirit of the Sun
Spirit of the Sun (太陽の黙示録, Taiyou no Mokushiroku) est un seinen manga de science-fiction post-apocalyptique créé par Kaiji Kawaguchi. Il a été prépublié entre 2002 et 2008 dans le magazine Big Comic et a été compilé en un total de dix-sept volumes. La version française est éditée en intégralité par Tonkam.
Une suite intitulée Taiyou no Mokushiroku: Kenkoku-hen (太陽の黙示録 第2部 建国編) a été publiée entre 2008 et 2010 et comporte un total de neuf tomes.

## Synopsis
Le premier tome raconte une série de séismes commençant le 10 août 2002 provoquant l'explosion du mont Fuji et ses conséquences : un Japon où la moitié de la population a péri et dont l'île principale, Honshū, est coupée en deux et qui doit pour survivre faire appel aux États-Unis et à la Chine. Les volumes suivants se déroulent plusieurs années après ; deux Japons coexistent et de nombreux Japonais vivent réfugiés dans des camps de fortune à travers le monde. Parmi les protagonistes, on retrouve Genichiro en 2017, petit-fils d'un important politicien au moment de la catastrophe. Adopté par des Taïwanais, Gen tient une roulotte ambulante où il vend des nouilles. La mobilisation des Japonais réfugiés à Taïwan l'amène à prendre conscience de son destin et à devenir le réunificateur du Japon, à travers la démocratie et la non-violence.

## Distinctions
Le manga a reçu le 51e prix Shōgakukan en 2006 dans la catégorie générale, partagé avec Rainbow de George Abe et Masasumi Kakizaki. Il remporte également le grand prix du Japan Media Arts Festival catégorie « manga » en 2006.

## Adaptations
Une adaptation en OAV est sortie en septembre 2006.